# Nocca liebmannii
Nocca liebmannii là một loài thực vật có hoa trong họ Cúc. Loài này được (Klatt) B.L.Rob. mô tả khoa học đầu tiên năm 1901.